# 가스파초
가스파초(스페인어: gazpacho)는 스페인 남부의 안달루시아 지방에서 유래된 음식으로서 가스파초라는 명칭은 아라비아어로 '젖은 빵'이라는 뜻이다. 12세기경 스페인이 이슬람의 지배를 받았을 때 요리법과 명칭이 함께 전해졌다고 한다. 덥고 건조한 스페인의 여름철에 일반 가정에서 흔히 만들어 먹는다.
여러 가지 채소를 잘게 썰거나 갈아서 마늘을 조금 넣고 식초를 섞어서 만드는데, 익히지 않고 그대로 냉장고에 넣어 두어 차갑게 하여 마신다. 또는 여기에 빵을 잘게 잘라 넣어서 걸쭉하게 만들어 먹기도 한다.재료는 토마토 4∼5개, 양파 2분의 1개, 오이 1개, 빨간 피망 1개, 마늘 1쪽, 식빵 2장과 약간의 완두콩 등이다.(1인분 기준)